# Mulliner Park Ward

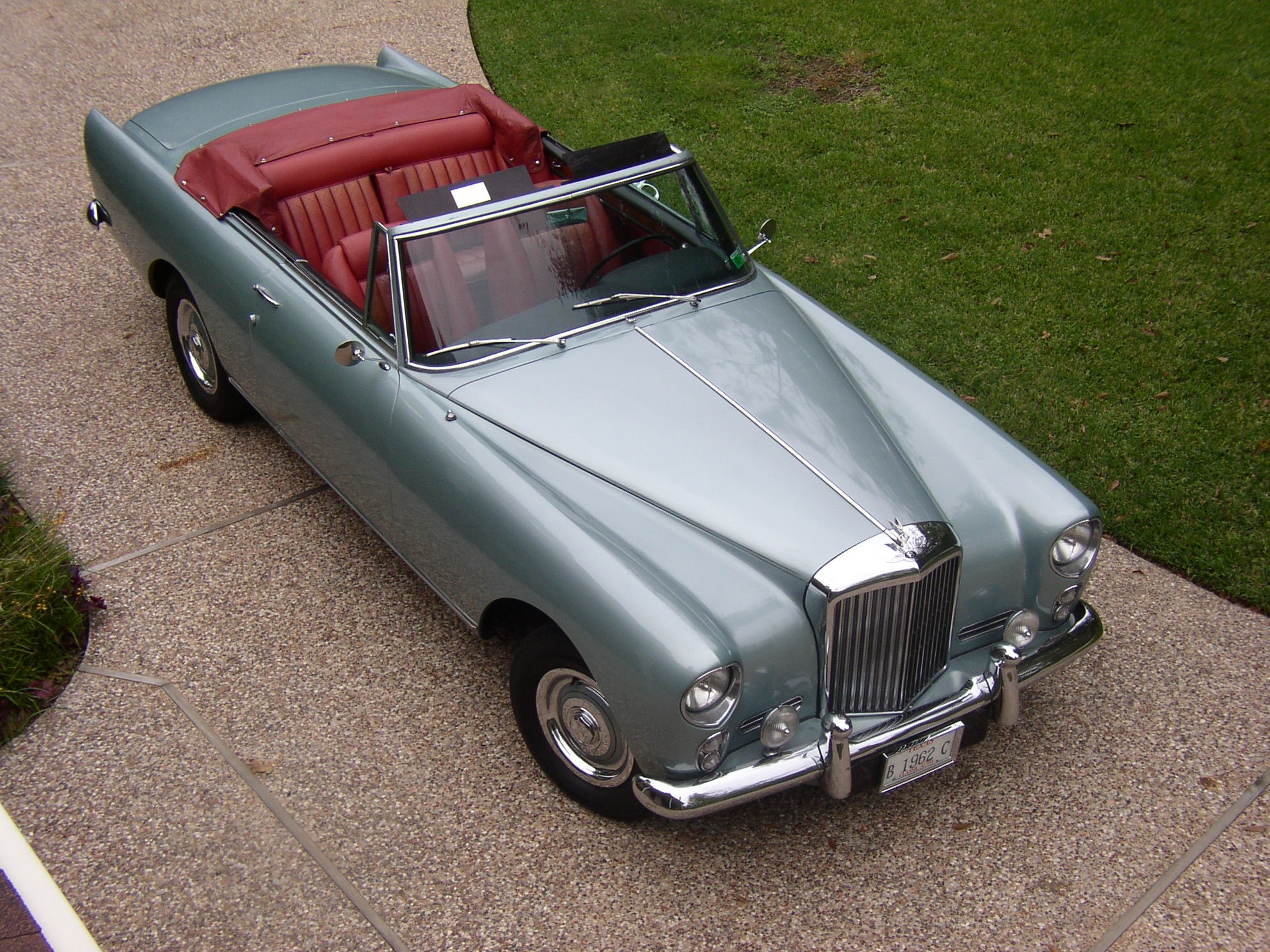
1962 Bentley Continental S2

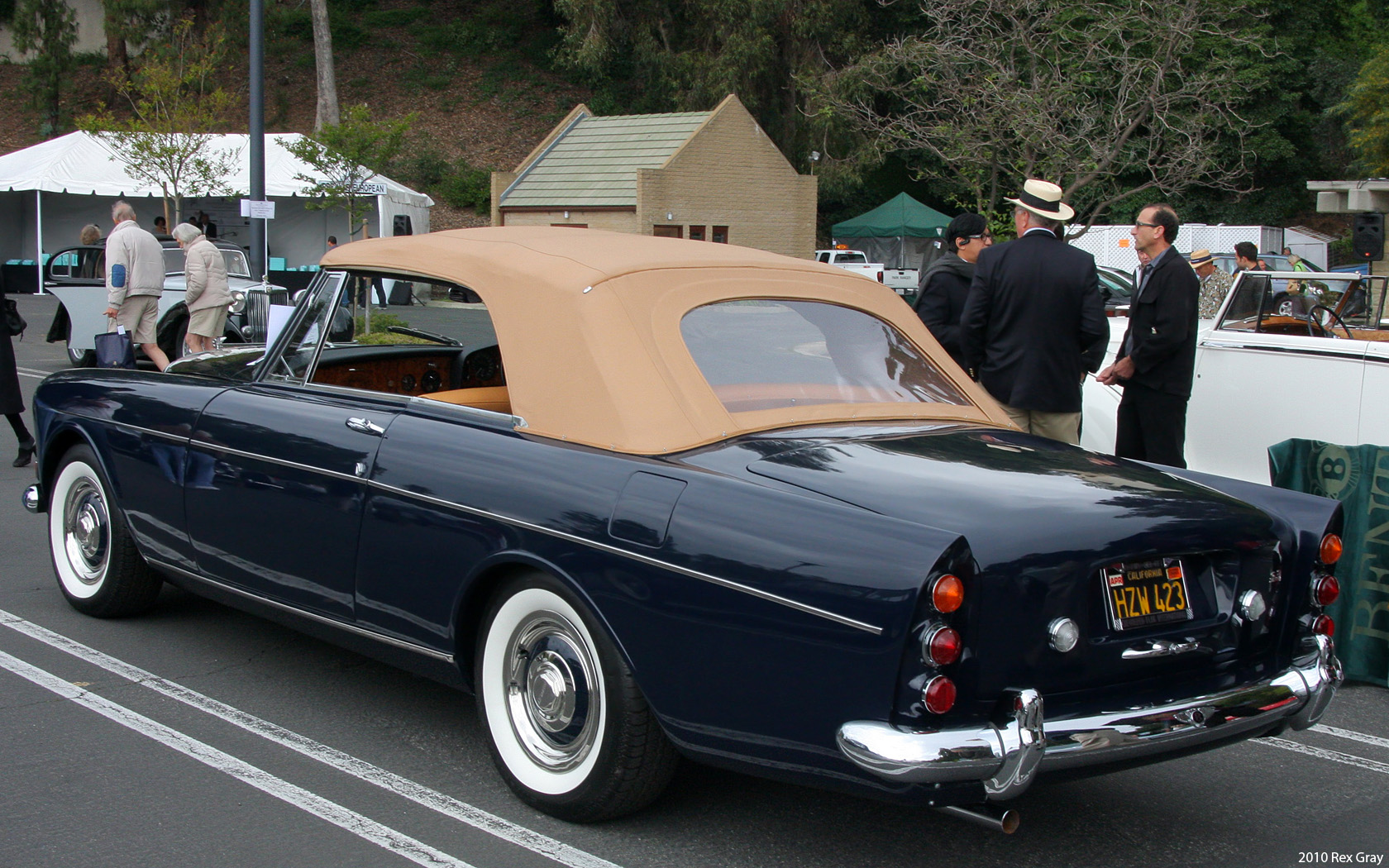
1965 Bentley Continental S3

Mulliner Park Ward è stata una carrozzeria di Hythe Road, Willesden, Londra, oggi un dipartimento della Bentley.

## Storia
La Rolls-Royce Motors costituì la Mulliner Park Ward nel 1961 fondendo due aziende sussidiarie: Park Ward di Willesden, Londra, una sussidiaria Rolls-Royce dal 1939 e la H. J. Mulliner & Co. di Chiswick, di sua proprietà dal 1959.
La Mulliner Park Ward costruiva carrozzerie per automobili a Londra per Rolls-Royce e Bentley. L'azienda chiuse nel 1991 ma il nome Mulliner viene utilizzato dal dipartimento di carrozzeria della Bentley.
Mulliner Park Ward continua ad operare come reparto di carrozzeria su commissione della Bentley Motors Limited, che è succeduta alla Rolls-Royce Motors.